# أس دي.كيه أف زي. 10
 The Sd.Kfz. 10 ( Sonderkraftfahrzeug - مركبة آلية خاصة ) مركبة نصف مجنزرة ألمانية شهدت استخدامًا واسع النطاق في الحرب العالمية الثانية. يمكن أن تحمل ثمانية جنود بالإضافة إلى سحب مدفع أو مقطورة.
تم تطوير الهندسية الأساسية لجميع المسارات نصف الألمانية خلال حقبة فايمار من قبل الرايخويهر قسم السيارات العسكرية، ولكن تم أناطت التصميم النهائي والاختبارات إلى الشركات التجارية على أساس أن الإنتاج سوف يكون مشترك مع شركات متعددة. تم اختيار ديماج لتطوير المسارات الألمانية وقضى السنوات بين عامي 1934 و1938 في إتقان التصميم من خلال سلسلة من النماذج الأولية.

## النشر والاستخدام
في البداية، تم التخطيط لاستخدام Sd.Kfz. 10 كمركبة قطر (جر) للعديد من المدافع الخفيفة والمقطورات، ولكن تم اعتمادها كبديل عن Sd.Kfz. 250 ناقلة أفراد مدرعة خفيفة في عام 1939.  تم تسليم تسعة إلى رومانيا في عام 1942 كجرارات للمدافع المضادة للدبابات. 

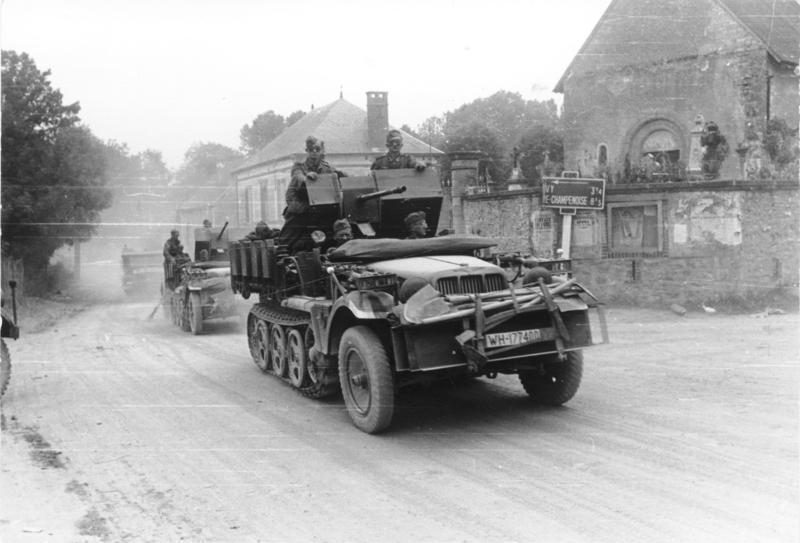
A Sd.Kfz. 10/4.